# Annella di Massimo
Diana De Rosa, nota anche come Dianella o Annella di Massimo (Napoli, 1602 – Napoli, 7 dicembre 1643), è stata una pittrice italiana.

## Biografia
Nata in una famiglia di artisti, figlia del pittore Tommaso e di Caterina De Mauro, sorella del pittore Giovan Francesco (Pacecco De Rosa), Diana mostrò ben presto una grande attitudine alla pittura. Le relazioni matrimoniali costruirono intorno a Diana una complessa rete familiare e artistica. La madre, rimasta vedova, sposò nel 1612 il pittore Filippo Vitale, la stessa Diana sposò un pittore, Agostino Beltrano, allievo di Massimo Stanzione, di cui frequentò la scuola insieme con il fratello Pacecco, dopo aver avuto come primo maestro il patrigno Vitale. La sorella di Diana, Grazia, sposò anch'ella un pittore, Juan Do, mentre una figlia del patrigno Vitale sposò Aniello Falcone, altro importante pittore napoletano.
Intorno alla figura di Diana, più nota come Annella di Massimo, fu creata o raccolta da Bernardo De Dominici, in un suo testo del 1743, una leggenda legata alla gelosia del marito Beltrano per le attenzioni di Stanzione nei confronti dell'allieva, che certamente il maestro prediligeva, leggenda che si conclude con l’uccisione di Annella da parte del marito. Nella Pinacoteca provinciale di Potenza è in esposizione una tela di Anonimo che rappresenta tale uccisione.
Prota Giurleo, nel 1951, ha smentito questa leggenda, sulla base dell’atto di morte di Annella, che certifica essere lei morta di malattia il 7 dicembre del 1643, «dopo una vita di successi professionali che le permise di lasciare ai figli una discreta somma di denaro guadagnata in tempi diversi da lei e dal marito Agostino Beltrano».
Tutta la letteratura successiva al De Dominici ne ha seguito e implementato l'impostazione romanzesca, rendendo difficile distinguere realtà e leggenda. Altra questione nasce dalla difficile attribuzione di opere all'artista napoletana, tema questo molto complesso.